# 寺嶋将司
寺嶋 将司（てらじま まさし）は日本の漫画家。千葉県野田市出身。中央大学漫画研究会出身。太い線で描かれたポップな絵柄が特徴。主に小学館で活動している。

## 経歴
- 2007年、『週刊少年サンデー』（小学館）31号に「UNDEAD」が掲載。
- 2009年、『週刊少年サンデー超』（小学館）4月号より読切版を元にした『UNDEAD』の連載を開始。
- 2010年、『週刊少年サンデー超』での連載は2月号をもって終了し『クラブサンデー』（小学館）のみの連載へと移行した。

## 作品

### 連載
- 秘宝の島コットウ（週刊少年サンデー超2003年11月25日号 - 2004年1月25日号）
- UNDEAD（週刊少年サンデー超2009年4月号 - 2010年2月号→クラブサンデー2010年3月2日 - 2010年10月5日）

### 読切
- レイタイ（週刊少年サンデー超2001年12月25日号）
- 闇剣!!まんじゅう郎（週刊少年サンデー超2003年5月25日号）
- 宝の島のエフリート（週刊少年サンデー超2003年6月25日号）
- UPPERS（週刊少年サンデー2004年42号）
- UNDEAD（週刊少年サンデー2007年31号）

## 師匠
- 万乗大智